# Benzbromaron
Benzbromaron ist ein Arzneistoff zur Behandlung erhöhter Harnsäurespiegel (Hyperurikämie), den symptomfreien Intervallen der Gicht und der chronischen Gicht.
Benzbromaron hemmt die tubuläre Rückresorption der Harnsäure in der Niere. Diese wird dadurch vermehrt ausgeschieden (urikosurische Wirkung), woraufhin die Harnsäurekonzentration im Blut sinkt. Benzbromaron wird auch in Kombination mit Allopurinol eingesetzt, was allerdings keine deutlichen Vorteile gegenüber einer Monotherapie bringt, da gleichzeitig auch der wirksame Metabolit von Allopurinol, das Oxipurinol, vermehrt ausgeschieden wird.
Als Nebenwirkungen der Urikosurika können sich in den Nieren und den Harnwegen unlösliche Harnsäuresalze bilden.
Um die Dauertherapie zu unterstützen, empfiehlt sich eine purinarme Kost und Gewichtsreduktion sowie die Vermeidung von Alkohol.
Benzbromaron ist in Österreich aufgrund schwerer Lebertoxizität nicht (mehr) zugelassen.

## Handelsnamen
Monopräparate
Generikum (D)
Kombinationspräparate
Allobenz (A), Allopurinol comp. (D), Gichtex plus (A)